# Virginia's Husband (1934)
Virginia's Husband é um filme de comédia mudo produzido no Reino Unido e lançado em 1934.